# Federalny Trybunał Finansowy (Niemcy)
Federalny Trybunał Finansowy (Bundesfinanzhof, w skrócie BFH) – najwyższa instancja niemieckiego sądownictwa finansowego, powołanego do orzekania w sprawach podatków i ceł.
Ma siedzibę w Monachium.